# Nai đỏ Cam Túc
Nai đỏ Cam Túc (Danh pháp khoa học: Cervus canadensis kansuensis) là một phân loài của loài nai sừng xám được tìm thấy tại tỉnh Cam Túc thuộc Trung Quốc. Xét theo phân loài hình thức, Nai đỏ Cam Túc cùng với Nai Tứ Xuyên có liên quan chặt chẽ với nhau cùng với nai đỏ Tây Tạng, các nhóm giống nai sừng xám nhóm phía nam và xếp vào nhóm Nai đỏ Trung Á. Đây là một loài nai có tầm vóc khá lớn với chiều cao lên đến 145 cm và cân nặng 240 kg, con cái có chiều cao thấp hơn con đực với 116,2 cm.